# Invasión japonesa de Sajalín
La invasión japonesa de Sajalín, llamada por Japón Operación Karafuto (樺太作戦 Karafuto Sakusen?) y también conocida como batalla de Sajalín, fue la última batalla de la guerra ruso-japonesa que tuvo lugar tras la victoria de la Armada Imperial Japonesa sobre la Armada Imperial Rusa en la batalla de Tsushima y tras el llamamiento a la paz del presidente de los Estados Unidos, Theodore Roosevelt, a ambos contendientes.
Japón buscó con este movimiento asegurar una mejor posición para negociar el dominio de la mitad meridional de la isla al que había renunciado en el Tratado de San Petersburgo de 1875, que le suprimió el reconocimiento de lo ya redactado en el Tratado Provisional Ruso-Japonés de la Isla de Karafuto de 1867, siendo éste a su vez era una oficialización de los usos administrativos llevados hasta entonces, debido al proceso de asentamiento de nuevos pobladores rusos que el gobierno del zar había llevado a cabo en las décadas de 1860 y 1870 aprovechando el caos imperante en Japón durante la Guerra Boshin y los primeros años de la Restauración Meiji.
Ante la nula presencia de la armada rusa recientemente destruida, las operaciones anfibias japonesas se pudieron llevar sin mayores problemas, si bien los oficiales de la Armada decidieron asignar escoltas del 7.º Escuadrón de la 4.ª Flota a los buques de desembarco por precaución. La fuerza japonesa fue de unos 14.000 soldados, equivalentes a 1 división de infantería frente a 2 batallones de infantería y una compañía de artillería rusas en la isla reforzadas con voluntarios y marinos supervivientes de Tsushima, una fuerza de poco más de 7.000 soldados en total. Tras las operaciones llevadas a cabo entre el 7 y el 31 de julio de 1905, los japoneses se hicieron con el control con pocas bajas; mientras que los rusos por su parte tuvieron 181 muertos entre sus filas y 3.270 soldados fueron hechos prisioneros.

## Antecedentes

### Previos a la guerra
La isla de Sajalín había sido un territorio tradicionalmente poblado por ainus. En el siglo XIX, las dos potencias expansivas del Imperio ruso y el Shogunato Tokugawa llegaron a una frontera terrestre al unirse sus nuevos pobladores en la isla del pacífico, teniendo una presencia superior rusa en el Norte de la isla, y una presencia superior japonesa en el sur de la misma.
En el Tratado de Shimoda de 1855, primer acuerdo bilateral entre Japón y Rusia, no se hizo una alusión concreta al establecimiento y reconocimiento de fronteras comunes, asumiendo además la presencia de ciudadanos de ambas naciones en cualquier punto de la isla. Más tarde, Enomoto Takeaki fue enviado por el shōgun Tokugawa Iemochi para firmar un tratado bilateral más amplio con el Imperio ruso, llegando a redactar un Tratado Provisional Ruso-Japonés de la Isla de Karafuto en 1867, que no llegó a ser firmado por el estallido de la guerra Boshin en Japón.
Tras la guerra Boshin y la política rusa de nuevos pobladores en Sajalín, el nuevo gobierno Meiji del ya Imperio de Japón, decidió suscribir el Tratado de San Petersburgo en 1875 en el que renunciaba a la posesión de ningún territorio de la isla, a cambio del reconocimiento de las Kuriles Septentrionales hasta la península de Kamchatka como territorio japonés y el compromiso de Rusia de no afectar la influencia japonesa en la península de Corea.

### Durante la guerra
Con el estallido de la guerra ruso-japonesa con el ataque japonés a Port Arthur, Mijaíl Nikolaevich Liapunov, militar destacado en Sajalín, decretó la movilización general en la isla el 15 de enerojul./ 28 de enero de 1904greg..
Aunque muchos militares de ambos bandos habían descartado que fuese haber una pugna directa por la isla, creyendo que en todo caso se lucharía exclusivamente en el campo diplomático, el general japonés Nagaoka Gaishi, defendió firmemente la necesidad de que Japón recuperase Karafuto (nombre japonés de la isla). El 20 de junio de 1904 fue nombrado adjunto del Jefe del Estado Mayor, Yamagata Aritomo, a quién recalcó la necesidad de la operación en la isla, pero esta fue descartada del plan bélico japonés el 8 de septiembre de 1904.
A comienzos de 1905, Nagaoka convenció a Yamagata de recuperar el plan tras la exitosa Batalla de Mukden, que fue discutido nuevamente en una reunión del gabinete conjunto de las fuerzas imperiales el 22 de marzo de 1905, siendo nuevamente rechazado el plan por la oposición de los oficiales de la Armada Imperial Japonesa.
Las reticencias de los oficiales japoneses en continuar con la guerra contra Rusia, una potencia que consideran muy ambiciosa para la capacidad militar japonesa, se vieron relajadas tras la decisiva victoria en la batalla naval de Tsushima el 28 de mayo de 1905. Aunque igualmente, la diplomacia japonesa comenzó a trabajar en una paz beneficiosa para el país antes de que el Imperio ruso pudiera reorganizarse tras las perdidas en el mar de Japón, por lo que el 31 de mayo de 1905, el ministro de exteriores japonés, Komura Jutarō, emitió una directiva al entonces embajador de Japón en EE. UU., Takahira Kogorō, para que animase al presidente estadounidense, Theodore Roosevelt, a posicionarse como mediador para la paz entre Japón y Rusia.
El 24 de mayojul./ 6 de junio de 1905greg., Roosevelt entregó sendas cartas diplomáticas a los representantes de Japón y Rusia informándoles de su ofrecimiento oficial para mediar en un acuerdo de paz que pusiese fin a la guerra entre ambos imperios. Al día siguiente, el zar Nicolás II informó que aceptaría la mediación del presidente estadounidense en una conferencia de paz.
Viendo que las negociaciones podrían empezar antes de ocupar Karafuto, Nagaoka solicitó ayuda a Kodama Gentarō, Taishō relegado a la Jefatura General del Estado Mayor del Ejército en Manchuria por el anterior Jefe del Estado Mayor, Ōyama Iwao, para que se posicionase a favor de la operación. El 14 de junio de 1095, Kodama envío un telegrama recomendando la ocupación total de Karafuto como aspecto ventajoso para las negociaciones de paz. El 15 de junio, la Jefatura del Estado Mayor volvió a reunirse de urgencia y se decidió consultar la operación con el gobierno, dando un preaprobación al plan. El 17 de junio, el emperador Meiji aprobó la operación que recayó sobre la recién creada 13.ª División.

## Desarrollo
Japón organizó la invasión de la isla con elementos de la 3.ª y 4.ª Flota, creada ex profeso. Finalmente sólo se contó con la recién organizada 4.ª Flota, que utilizó buques rusos capturados en Tsushima como el Okinishima, para escoltar al grueso de buques de desembarco que cargarían a la 13.ª División.
Por la parte rusa, Liapunov, ante la inminente invasión y sabiéndose escaso de medios. Dividió sus fuerzas en cinco destacamentos que tendrían encargadas sendas divisiones de la isla para defender en plazas fuertes y a la manera irregular una vez fuesen superados.

### Desembarco japonés
Los japoneses llegaron a la bahía sur de la isla el 7 de julio, desembarcando cerca de Korsakov, plaza fuerte del destacamento Artsishevski, de apenas 500 hombres con 3 ametralladoras y 8 cañones de 47 mm. También se contó con restos de la tripulación del Novik, cañoneado en la batalla de Korsakov por los cruceros japoneses Chitose y Tsushima el agosto anterior.
Los defensores de Korsakov aguantaron el envite japonés hasta las 17 horas, momento en el que decidieron retirarse tras verse definitivamente superados. Hasta el día 9, los japoneses se dedicarían a desembarcar completamente en su cabeza de playa al sur de la isla, mientras que el destacamento Bikov, reforzado por la llegada de los supervivientes del destacamento Artsishevski preparaban emboscadas y Liapunov reunía una fuerza mayor mezclando sus fuerzas regulares con voluntarios e irregulares entre la población rusa de la isla.

### Ocupación del sur de la isla
Entre el 9 y el 24 de julio, la lucha se dio exclusivamente en el sur de la isla, donde las primeras acciones guerrilleras rusas de los destacamentos, especialmente del de Bikov tuvieron un relativo éxito inicial. Liapunov, que según algunas fuentes llegó a reunir una fuerza de 5.000 soldados en el norte de la isla, no avanzó para enfrentar a los japoneses; al contrario, decidió internarse hacia el interior de la isla, tal vez esperando que las negociaciones de paz se diesen antes de perder frontalmente contra la división japonesa.

### Ocupación del norte de la isla
El 24 de julio, 2 batallones desembarcaron en Alejandrovski-Sajalinsk, al noroeste de la isla, con lo que comenzaron a cercar los posibles remanentes de fuerzas rusas. Para aquel momento, Japón ya controlaba los núcleos de población y tenía unas vías de suministro relativamente aseguradas antes la bajada de la resistencia guerrillera de los destacamentos sureños. El 31 de julio, Mijaíl Nikolaevich Liapunov aceptó la oferta de rendición del general de la 13.ª División, Haraguchi Kensai.

## Consecuencias
La conferencia de paz de Portsmouth (Nuevo Hampshire, EE. UU.), que acabaría con la firma del Tratado de Portsmouth no comenzó hasta el 10 de agosto de 1905, por lo que la ocupación efectiva de toda la isla, tal como había propuesto Nagaoka Gaishi desde un origen, tuvo un peso primordial en la negociación territorial.
Finalmente, el tratado reconoció la posesión legal de Japón sobre la mitad meridional de la isla, que Japón pasó a integrar como la Prefectura de Karafuto, mientras que la mitad septentrional de la isla debió ser desmilitarizada por Rusia, lo que a la larga desembocaría en el Incidente de Nikoláyevsk durante la intervención japonesa en el Extremo Oriente ruso que acabaría en la Ocupación japonesa del norte de Sajalín.